# Geografía de Nauru
Nauru es una pequeña isla de fosfato rodeada de un arrecife que queda expuesto con la marea baja al oeste del Océano Pacífico, al sur de las Islas Marshall, La mayor parte de la población vive en un estrecho cinturón costero. Una planicie central cubre aproximadamente el 45 % del territorio y se eleva 65 m sobre el nivel del mar. Posee una pequeña laguna al suroeste de la isla llamada Laguna de Buada. 

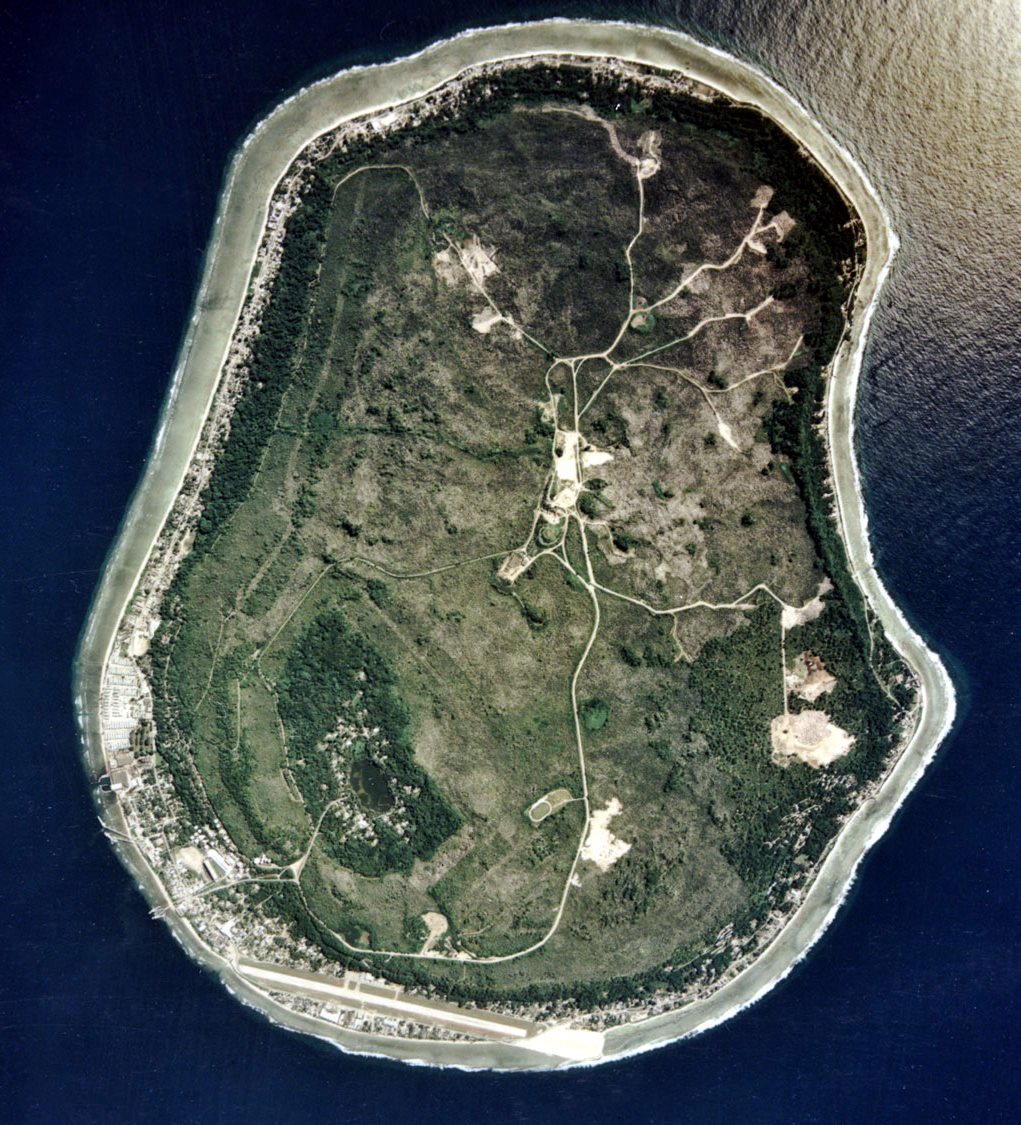
Una imagen aérea de Nauru en 2002 del Programa de Medida Atmosférica De radiación del Ministerio de Energía estadounidense. La vegetación regenerada cubre el 63 % de tierra que fue extraída.

Debido a su proximidad con el ecuador su clima es cálido y húmedo, extendiéndose la estación de lluvias desde noviembre hasta febrero. La disponibilidad de agua es limitada, por lo tanto, los pobladores dependen del uso de tanques para recolectar el agua y de la desalinización.
Nauru era una de tres grandes islas de fosfato en el Océano Pacífico (las demás son Banaba (Isla oceánica) en Kiribati y Makatea en Polinesia Francesa); sin embargo, las reservas de fosfato casi están agotadas, después de devastar el 80 % de la isla, dejando un terreno estéril de pináculos de caliza dentados de hasta 15 m (49 pies.) de altitud. La minería también ha tenido un impacto sobre la vida marítima que se ha visto reducida en un 40 %
Hay sólo sesenta especies registradas de traqueófitas nativas de la isla, ninguna de las cuales son endémicas. La actividad humana, ha tenido serias repercusiones sobre la vida local. No hay mamíferos propios en la isla, pero si aves, como la Curruca de Caña de Nauru, además de insectos y moluscos. Especies como la Rata polinesica, gatos, perros, cerdos y pollos han sido introducidos en la isla.

## Medio ambiente

### Hidrografía
En el suroeste de la isla se encuentra la laguna de Buada.

### Clima y suelos
El clima de Nauru es predominantemente tropical, con constantes lluvias y monzones entre los meses de noviembre y febrero.
La falta de agua potable y la extensa actividad minera de fosfato durante 90 años han derivado en que los suelos centrales de la isla queden parcialmente inservibles para el cultivo y ganadería de algunas especies, en el borde de la isla se cultiva: coco, mango y almendra.

## Vegetación

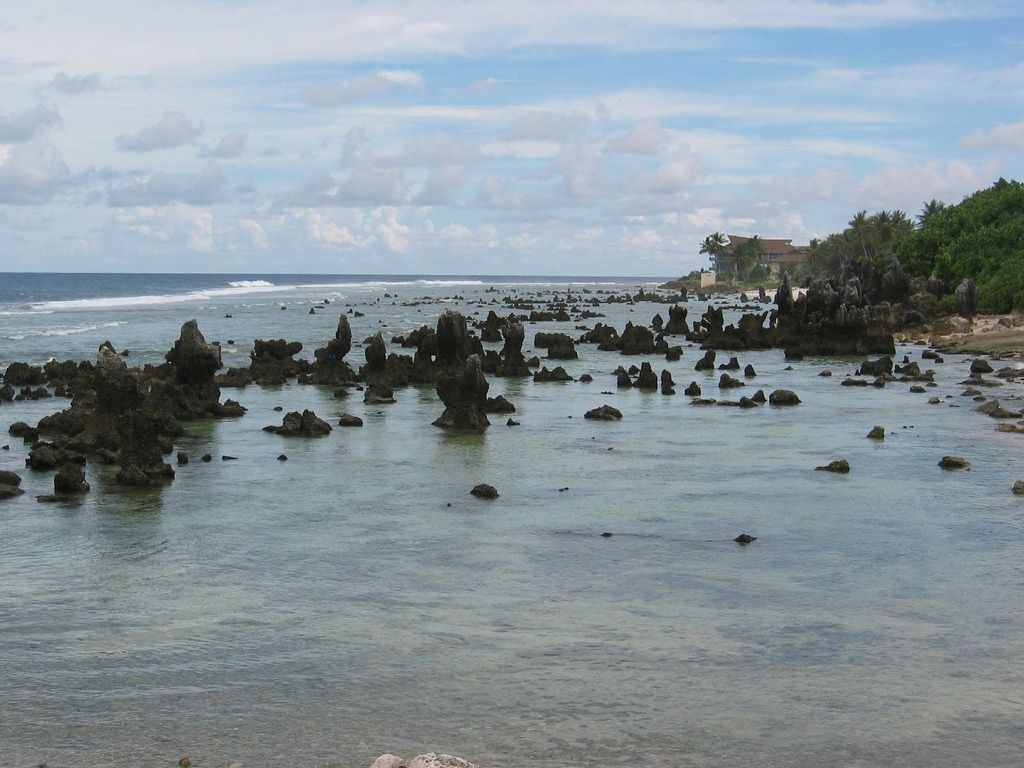
Puntas de coral sobre la playa.

La vegetación tropical es frecuente sobre el litoral y alrededor de la laguna Buada pero relativamente ausente en el centro de la isla en consecuencia de la explotación minera. 
Hay algunas especies endémicas en Nauru cuya supervivencia está comprometida por la destrucción de su hábitat por parte de la explotación minera, la contaminación) y por la introducción de especies invasorias (perro, gato, gallinas, rata polinésica, etc.
El medio ambiente marino (en particular el cinturón de coral que rodea la isla) ha sido degradado por las desestimaciones vinculadas a la explotación de fosfato y a la urbanización.

## Peligros naturales
- sequías periódicas durante el año